# ウード1世 (ヴェッテラウ伯)
ウード1世（ドイツ語：Udo I., 896/8年 - 949年）は、ヴェッテラウ伯（在位：914年 - 949年）およびラインガウ伯。ロートリンゲン公ゲープハルトの息子で、シュヴァーベン公ヘルマン1世の弟。メルゼブルク司教ティートマールの曽祖父にあたる。

## 生涯
939年10月2日のアンダーナッハの戦いにおいて、ウードと従兄弟ラーンガウ伯コンラート・クルツボルトは皇帝オットー1世に対し反乱を起こしたフランケン公エーバーハルトとロレーヌ公ギゼルベルトを倒した。ウードもコンラートもコンラディン家出身でエーバーハルトの従兄弟であったが、リウドルフィング家の皇帝オットー1世の側について戦った。ウードらは少数の兵で反乱軍を追跡し、敵の大部分がすでにライン川を越えていたが、エーバーハルトおよびギゼルベルトがまだ川を渡っていないうちに攻撃した。エーバーハルトは戦死し、ギゼルベルトは対岸に逃げようとしてライン川で溺死した。これによりオットー1世に対する反乱は崩壊した。
ウードは従兄弟エーバーハルトの私領を相続したが、公爵位は相続しなかった。オットー1世はまた、ウードが領地をあたかも世襲財産であるかのように息子たちに分割することを許可することで、ウードの忠誠心に感謝した。949年、ウードは従兄弟コンラート・クルツボルトの領地も相続した。

## 子女
ウードはヴェルマンドワ伯エルベール1世の娘キュネゴンド（クニグンデ）と結婚した。ウードには以下の子女がいる。
- ゲープハルト（938年没）
- ウード2世（982年没） - シュトラスブルク司教
- コンラート1世（997年没） - シュヴァーベン公
- ヘリベルト（992年没?） - ヴェッテラウ伯
- ユーディト（973年以前没） - シュターデ伯ハインリヒ1世と結婚